# Meilleurs handballeurs de l'année en Tchéquie
Les meilleurs handballeurs de l'année en Tchéquie sont désignés chaque année depuis 1993 à destination des acteurs du handball professionnel en Tchéquie. Le titre est décerné à la fois à un joueur et une joueuse sur des performances réalisées dans toutes les compétitions reconnues par Fédération tchèque de handball.

## Bilan
Les joueurs et joueuses récompensées sont :
| Joueur        | Nb | Années                                         |
| ------------- | -- | ---------------------------------------------- |
| Filip Jícha   | 8  | 2007, 2008, 2009, 2010, 2011, 2012, 2013, 2014 |
| David Juříček | 4  | 2000, 2001, 2003, 2005                         |
| Martin Galia  | 4  | 2006, 2018, 2019, 2020                         |
| Petr Házl     | 2  | 1995, 1996                                     |
| Michal Tonar  | 2  | 1998, 1999                                     |

| Joueuse          | Nb | Années                             |
| ---------------- | -- | ---------------------------------- |
| Lenka Černá      | 6  | 1993, 1994, 1995, 1996, 1998, 2004 |
| Iveta Luzumová   | 5  | 2011, 2013, 2017, 2018, 2019       |
| Lucie Fabíková   | 3  | 2001, 2003, 2005                   |
| Lenka Kysučanová | 3  | 2007, 2008, 2009                   |

## Meilleurs joueurs par année

### Palmarès masculin
Les meilleurs joueurs par année ou saison sont :
| Année   | Joueur               | Club                 |
| ------- | -------------------- | -------------------- |
| 1993    | Martin Šetlík        | EHV Aue              |
| 1994    | Vladimír Šuma        | HC Dukla Prague      |
| 1995    | Petr Házl            | HC Dukla Prague      |
| 1996    | Petr Házl (2)        | HC Dukla Prague      |
| 1997    | Martin Šetlík        | Kovopetrol Plzeň     |
| 1998    | Michal Tonar         | Kovopetrol Plzeň     |
| 1999    | Michal Tonar (2)     | TB 03 Roding         |
| 2000    | David Juříček        | HC Baník Karviná     |
| 2001    | David Juříček (2)    | HC Baník Karviná     |
| 2002    | Alexandr Radčenko    | HC Baník Karviná     |
| 2003    | David Juříček (3)    | Istres OPH           |
| 2004    | Jan Filip            | HSG Nordhorn         |
| 2005    | David Juříček (4)    | Montpellier Handball |
| 2006    | Martin Galia         | Frisch Auf Göppingen |
| 2007    | Filip Jícha          | TBV Lemgo & THW Kiel |
| 2008    | Filip Jícha (2)      | THW Kiel             |
| 2009    | Filip Jícha (3)      | THW Kiel             |
| 2010    | Filip Jícha (4)      | THW Kiel             |
| 2011    | Filip Jícha (5)      | THW Kiel             |
| 2012    | Filip Jícha (6)      | THW Kiel             |
| 2013    | Filip Jícha (7)      | THW Kiel             |
| 2014    | Filip Jícha (8)      | THW Kiel             |
| 2015    | non attribué         | non attribué         |
| 2016    | Petr Štochl          | Füchse Berlin        |
| 2017    | Tomáš Babák          | Bergischer HC        |
| 2018    | Martin Galia (2)     | NMC Górnik Zabrze    |
| 2019    | Martin Galia (3)     | NMC Górnik Zabrze    |
| 2020    | Martin Galia (4)     | NMC Górnik Zabrze    |
| 2020/21 | Matěj Klíma (de)     | HC Dukla Prague      |
| 2021/22 | Tomáš Mrkva (de)     | Bergischer HC        |
| 2022/23 | Tomáš Mrkva (de) (2) | THW Kiel             |

### Palmarès féminin
Les meilleures joueuses par année ou saison sont :
| Année   | Joueuse               | Club                |
| ------- | --------------------- | ------------------- |
| 1993    | Lenka Černá           | HC Zlín             |
| 1994    | Lenka Černá (2)       | HC Zlín             |
| 1995    | Lenka Černá (3)       | Metz Handball       |
| 1996    | Lenka Černá (4)       | Metz Handball       |
| 1997    | Monika Ludmilová      | TV Mainzlar         |
| 1998    | Lenka Černá (5)       | Metz Handball       |
| 1999    | Petra Čumplová        | TV Mainzlar         |
| 2000    | Naděžda Krejčiříková  | DHC Slavia Prague   |
| 2001    | Lucie Fabíková        | DHK Zora Olomouc    |
| 2002    | Lenka Romanová        | SHK Kunovice        |
| 2003    | Lucie Fabíková (2)    | DHK Zora Olomouc    |
| 2004    | Lenka Černá (6)       | Metz Handball       |
| 2005    | Lucie Fabíková (3)    | Tertnes Bergen      |
| 2006    | Martina Knytlová      | Elda Prestigio      |
| 2007    | Lenka Kysučanová      | Metz Handball       |
| 2008    | Lenka Kysučanová (2)  | Metz Handball       |
| 2009    | Lenka Kysučanová (3)  | Metz Handball       |
| 2010    | Klára Černá           | DHC Slavia Prague   |
| 2011    | Iveta Luzumová        | Sokol Písek         |
| 2012    | Barbora Raníková      | DHK Zora Olomouc    |
| 2013    | Iveta Luzumová (2)    | Thüringer HC        |
| 2014    | Michaela Hrbková      | DHK Zora Olomouc    |
| 2015    | non attribué          | non attribué        |
| 2016    | Jana Knedlíková       | Győri ETO KC        |
| 2017    | Iveta Luzumová (3)    | Thüringer HC        |
| 2018    | Iveta Luzumová (4)    | Thüringer HC        |
| 2019    | Iveta Luzumová (5)    | Thüringer HC        |
| 2020    | Markéta Jeřábková     | Érdi VSE            |
| 2021    | Jana Knedlíková (2)   | Vipers Kristiansand |
| 2021/22 | Veronika Malá         | SG BBM Bietigheim   |
| 2022/23 | Markéta Jeřábková (2) | Vipers Kristiansand |

## Meilleur handballeur mondial de l'année
Un seul joueur a été élu meilleur handballeur mondial de l'année : Filip Jícha en 2010.